# 八不沙 (齐王)
八不沙（波斯語：‎，羅馬化：Māmīshā见《史集》，转写：Babuša，?—?），成吉思汗弟弟合撒儿的玄孙，元朝宗王。移相哥的曾孙，势都儿的儿子。
他的父亲势都儿参与乃颜之乱，被赦免。八不沙继承了包括额尔古纳河、海拉尔河、呼伦湖一带的合撒儿兀鲁思。元成宗元贞二年（1296年），八不沙与诸王也只里等驻夏于晋王怯鲁刺之地。八不沙参加对海都的战争，大德七年（1303年），因为击败海都有功，元成宗赐给八不沙金银钞币。大德十一年（1307年）七月，新即位的元武宗封八不沙为齐王，于是合撒儿兀鲁思的首领以齐王为号。至大四年（1311年）十一月，诸王不里牙屯等诬告八不沙不法，新即位的元仁宗下诏流放不里牙屯等到河南。 八不沙去世的年份不详，但延祐三年（1316年），八不沙的侄子玉龙帖木儿袭封齐王。